# جيفري إس. ليونز
جيفري إس. ليونز هو محامي كندي، ولد في 1939 في كندا، وتوفي في 26 يوليو 2015 في تورونتو في كندا.

## وصلات خارجية
- الموقع الرسمي